# Srŏk Sâmpŏu Lun
Srŏk Sâmpŏu Lun är ett distrikt i Kambodja.   Det ligger i provinsen Battambang, i den västra delen av landet, 300 km nordväst om huvudstaden Phnom Penh.